# 瓜鎮
瓜鎮；又稱瓜埠，是位於马来西亚吉打州浮罗交怡的城镇、巫金和縣首府。它是来自馬來半島或槟城的游客乘渡轮抵达浮罗交怡的入口点。随着浮罗交怡自1986年发展成为旅游中心后，瓜鎮也因游客数量的增加而成为一个重要的城镇。跟据2015年的統計，瓜鎮的人口大約超过30,000。
瓜鎮内有一些酒店，但由于该镇没有适当的海滩，因此没有沿海的度假村。瓜鎮的夜生活主要以在海鲜餐厅就餐为主。尽管如此，瓜鎮仍然有许多景点，并且它是游客希望访问浮罗交怡其他地区的焦点。如今，瓜鎮是一个商业中心，拥有购物中心、餐厅、快餐店、酒店和手工艺品店。